# Дреслічень
Дреслічень (рум. Drăsliceni) — село у Кріуленському районі Молдови. Адміністративний центр однойменної комуни, до складу якої також входять села Логенешть та Ратуш.

## Населення
За даними перепису населення 2004 року у селі проживали 1607 осіб.
Національний склад населення села:
| Національність       | Кількість осіб | Відсоток   |
| -------------------- | -------------- | ---------- |
| молдавани румуни     | 1526 49        | 95,0% 3,0% |
| росіяни              | 17             | 1,1%       |
| українці             | 10             | 0,6%       |
| гагаузи              | 1              | 0,1%       |
| болгари              | 1              | 0,1%       |
| поляки               | 1              | 0,1%       |
| інша / без відповіді | 2              | 0,1%       |
| Всього               | 1607           | 100%       |

## Персоналії
- Віктор Гузун — молдовський дипломат, професор та політик.